# Tropidocarpum gracile
Tropidocarpum gracile là một loài thực vật có hoa trong họ Cải. Loài này được Hook. miêu tả khoa học đầu tiên năm 1836.